# Network News Transfer Protocol
Network News Transfer Protocol (NNTP) est un protocole réseau correspondant à la couche application du schéma OSI. Il est spécifié par la RFC 977. 
L'URL est de type news://. C'est un protocole d'application utilisé surtout entre les serveurs d'actualités et les utilisateurs lecteurs de nouvelles.
Ce protocole a été remanié et complété en octobre 2006. La RFC 3977 rend obsolète la RFC 977.
NNTP est utilisé en particulier par les forums de discussion Usenet.
Les serveurs NNTP écoutent habituellement sur le port 119, ou 563 pour les échanges chiffrés par SSL/TLS (sous l'appellation NNTPS).